# Severní Čechy

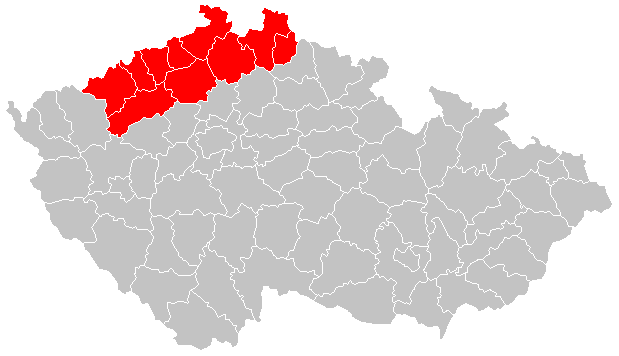
Severní Čechy vymezené podle Severočeského kraje (poněkud odlišné vymezení má např. litoměřická diecéze)

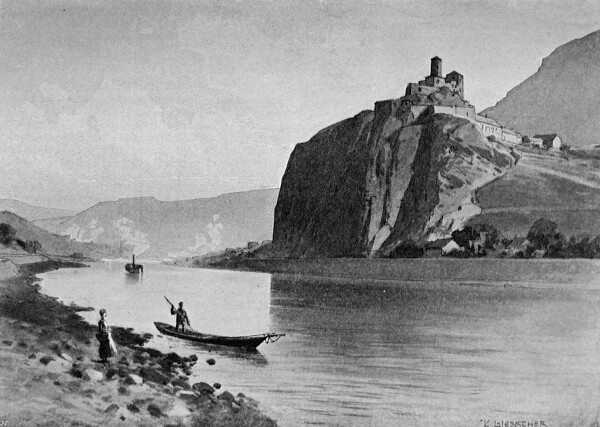
Lobkovický hrad Střekov v Ústí nad Labem. Rytina od Karla Liebschera

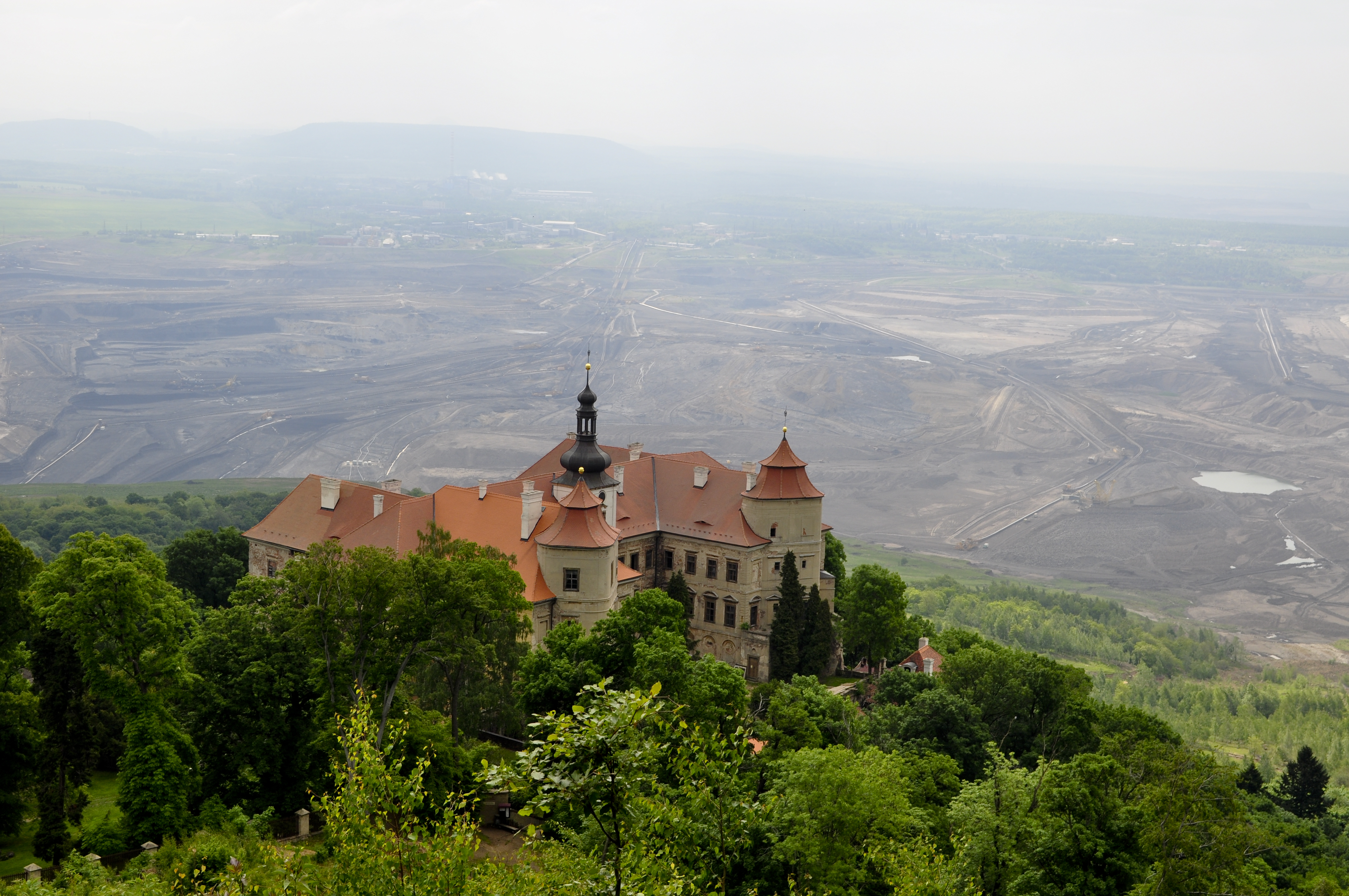
Zámek Jezeří, také spojený s rodem Lobkoviců

Pojem severní Čechy (německy Nordböhmen) je přibližné geografické označení okrajové části Česka (resp. Čech), která se zhruba shoduje s územím dnešního Ústeckého a Libereckého kraje. V běžném chápání pojem severní Čechy odpovídá území někdejšího Severočeského kraje (tedy celý Ústecký kraj a Liberecký kraj bez Semilska).
Severní Čechy hraničí na jihu se středními Čechami, na východě s východními Čechami, na jihozápadě se západními Čechami (resp. Poohřím), na severozápadě se Saskem, na severu s (Horní) Lužicí a na severovýchodě s Dolním Slezskem.

## Historie
V období nejstarších českých dějin v raném středověku se v západní části severních Čech (údajně) prostírala kmenová území Lučanů, Lemuzů, Litoměřiců a Děčanů, zatímco východní část tvořil téměř liduprázdný pomezní Záhvozd. Do řídce osídlených severních oblastí Českého království začali ve větší míře pronikat teprve ve 13. století němečtí osadníci, pozvaní sem přemyslovskými panovníky. Němečtí kolonisté zde zřizovali sklářské hutě, rozvíjeli textilní průmysl apod. Vlivem určité izolace oblastí a blízkosti Němci osídleného Saska a Slezska si severní Čechy tento německý ráz zachovaly kontinuálně až do poloviny 20. století.
Podle středověkého krajského zřízení byly severní Čechy zhruba tvořeny Litoměřickým krajem, východní částí Žateckého kraje a severní částí kraje Boleslavského. Počátkem 17. století se ve východní části severních Čech krátce prostíralo Frýdlantské vévodství.
S nástupem průmyslové revoluce se severní Čechy staly jednou z nejindustrializovanějších a nejhustěji zalidněných oblastí nejen českých zemí, ale celé Habsburské monarchie. To bylo způsobeno kromě zdejší dlouhé průmyslové tradice zejména bohatými nalezišti uhlí v Mostecké pánvi a sousedstvím s vyspělým Pruskem a Saskem na jedné straně a zemědělsky úrodným Polabím na straně druhé. Díky labské plavbě měla oblast přístup i k námořnímu obchodu. Rozvinutý byl zejména průmysl textilní a sklářský, ale i strojírenský a další odvětví. Do konce 19. století zde vznikla hustá železniční síť.
V souvislosti s rozpadem Rakouska-Uherska po první světové válce se většina severních Čech stala součástí separatistické provincie Německé Čechy (s centrem v Reichenbergu/Liberci), která však byla ještě do konce roku 1918 ovládnuta a rozpuštěna nově vzniklou Československou republikou. Podle návrhu nového župního zřízení měly být severní Čechy rozděleny mezi župu Českolipskou (celou), Lounskou (sever) a Mladoboleslavskou (sever); toto zřízení však nikdy nevstoupilo v platnost. Na podzim 1938 byla většina severních Čech (jakožto převážně Němci osídlené území) odstoupena Německu a stala se součástí Říšské župy Sudety.
Po druhé světové válce došlo k odsunu německého obyvatelstva severních Čech, což na mnoha místech vedlo k prakticky kompletní výměně obyvatel, nahrazených nově příchozími Čechy z přilehlého i vzdáleného vnitrozemí, Moravany, Slováky, Romy, Maďary i českými reemigranty z Rumunska, Bulharska nebo Ukrajiny. Mnohde nebylo zdaleka dosaženo předešlé míry zalidnění, i když rozdíl nebyl takový jako v Čechách západních.
Od roku 1949 bylo území rozděleno mezi kraje Ústecký a Liberecký. Správní reformou roku 1960 byl pak poprvé v historii zaveden Severočeský kraj, s centrem v Ústí nad Labem. Kraj byl jednou z průmyslových základen komunistického Československa, s důrazem na těžební, energetický a chemický průmysl, což se neblaze odrazilo na zdejším životním prostředí. Mostecká pánev na západě byla zcela zdevastována extenzivní povrchovou těžbou hnědého uhlí, zatímco na východě se doloval uran (okolí Stráže pod Ralskem). Rozsáhlá oblast Ralské pahorkatiny byla uzavřeným vojenským prostorem. Kromě různých ekologických zátěží způsobených toxickými odpady v půdě a vodě byl kraj těžce postižen i škodlivými exhalacemi a kyselými dešti.
Po Listopadu 1989 a ekonomické transformaci postihl řadu zdejších průmyslových odvětví rychlý či pozvolný úpadek. Severní Čechy od té doby patří v rámci Česka k oblastem s nejvyšší nezaměstnaností, mírou chudoby a podobných negativních sociálních jevů – to platí zejména pro západní polovinu oblasti. Ústup průmyslu na druhé straně otevřel cestu rekultivaci zdevastované krajiny. Od roku 2000 je území opět rozděleno mezi kraj Ústecký a Liberecký.

## Charakter kraje
Severní Čechy jsou z krajinného hlediska velmi pestrou oblastí, nabízející řadu jevů a útvarů jedinečných v celostátním (až evropském) měřítku. Nachází se zde úrodné roviny, příkrá horská pásma, vulkanické vrcholy, pískovcové skalní oblasti, rozsáhlé zachovalé lesní porosty nebo hluboký kaňon na veletoku. Značná část území je zvláště chráněna ve velkoplošných chráněných územích – CHKO České středohoří, Labské pískovce, Lužické hory, Kokořínsko–Máchův kraj, Jizerské hory a NP České Švýcarsko.

## Významné lokality

### Sídla
- Liberec – největší město severu Čech, centrum Libereckého kraje
- Ústí nad Labem – centrum Ústeckého kraje i někdejšího Severočeského kraje
- Most
- Teplice
- Děčín
- Chomutov
- Jablonec nad Nisou
- Česká Lípa
- Litoměřice – sídlo římskokatolické diecéze pokrývající sever Čech
- Hřensko – nejníže položené (přirozené) místo v Česku

### Přírodní oblasti
- Krušné hory
- České Švýcarsko
- České středohoří
- Porta Bohemica
- Zahrada Čech
- Jizerské hory
- Ještěd
- Lužické hory
- Máchův kraj
- Ralská pahorkatina
- Český ráj (na pomezí)